# Alicia Silverstone

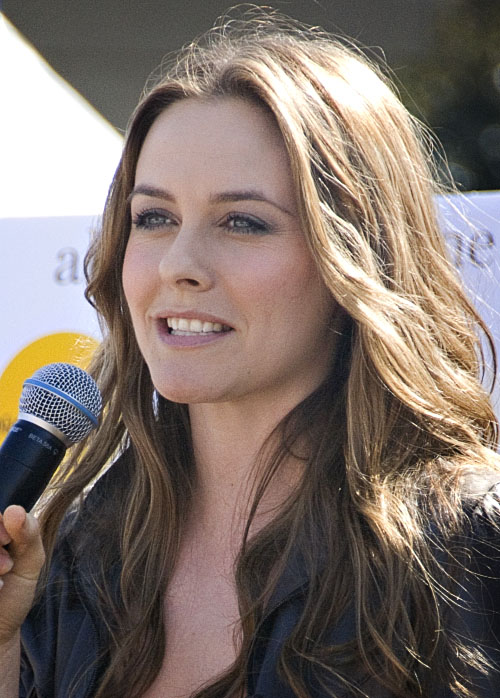
Alicia Silverstone (2010)

Alicia Silverstone (ur. 4 października 1976 w San Francisco) – amerykańska aktorka, modelka, producentka, autorka i aktywistka. Wystąpiła w teledyskach zespołu Aerosmith, komedii Amy Heckerling Słodkie zmartwienia (1995) i Batgirl w Batman i Robin (1997).

## Życiorys

### Wczesne lata
Urodziła się w San Francisco w Kalifornii jako córka stewardesy Pan Am Deirdre „Didi” (z domu Radford) i inwestora nieruchomości Monty Silverstone’a (ur. jako Monty Silver). Jej ojciec pochodzi z Anglii, a matka ze Szkocji. Ojciec urodził się w rodzinie żydowskiej, a matka nawróciła się na judaizm konserwatywny przed ślubem. Alicia wychowywała się w Hillsborough, gdzie uczęszczała do Hillsborough City School District. Naukę kontynuowała w San Mateo High School w San Mateo.

### Kariera
Występowała jako modelka i brała udział w reklamach Domino’s Pizza. Wkrótce później zdobyła rolę wyśnionej dziewczyny w jednym z odcinków serialu telewizyjnego Cudowne lata (The Wonder Years) u boku Freda Savage – pt. „Road Test” z 8 stycznia 1992. W dreszczowcu erotycznym Zauroczenie (The Crush, 1993) z Carym Elwesem zagrała główną rolę Darian/Adrian Forrester, która postanawia uwieść starszego mężczyznę po tym, jak jej młodzieńcza miłość kończy się fiaskiem. Za tę rolę zdobyła dwie nagrody MTV Movie Awards 1994.
Zagrała w trzech wideoklipach grupy Aerosmith: „Cryin’” (1993), „Amazing” (1993) i „Crazy” (1994), które odniosły sukces, a także zapewniły jej rozpoznawalność.
Występowała później w wielu filmach telewizyjnych i kinowych, głównie komediach, ale też poradziła sobie z rolą w filmie Stracone zachody miłości według Szekspira. Zajęła się również pracą producencką w telewizji i w filmach kinowych. Wzięła udział w przesłuchaniach do głównej roli żeńskiej w filmie Baza Lehrmanna Romeo i Julia (William Shakespeare’s Romeo and Juliet, 1996), uwspółcześnionej ekranizacji powieści Williama Szekspira.
W okresie, kiedy zagrała w filmie Batman i Robin, zaczęła być krytykowana przez prasę bulwarową, a także inne media, że zbytnio przytyła. Krytyka ta spowodowała falę plotek, która odbiła się na jej życiu prywatnym. Na kilka lat praktycznie zniknęła z życia publicznego, pojawiając się w pozytywnie ocenionym przez krytykę show telewizyjnym Mów mi swatka (Miss Match, 2003).

## Filmografia

### Filmy fabularne
- 1993: Zauroczenie (The Crush) jako Adrian/Darian Forrester
- 1995: Kryjówka diabła (Hideaway) jako Regina Harrison
- 1995: Słodkie zmartwienia (Clueless) jako Cher Horowitz
- 1995: Opiekunka (The Babysitter) jako Jennifer
- 1997: Batman i Robin (Batman & Robin) jako Barbara/Batgirl
- 1997: Nadbagaż (Excess Baggage) jako Emily Hope
- 1999: Atomowy amant (Blast from the Past) jako Eve Rustikoff
- 2000: Stracone zachody miłości (Love's Labour's Lost) jako księżniczka Francji
- 2002: Globalna herezja (Global Heresy) jako Natalie „Nat” Bevin
- 2004: Scooby-Doo 2: Potwory na gigancie (Scooby-Doo 2: Monsters Unleashed) jako Heather Jasper Howe
- 2005: Salon piękności (Beauty Shop) jako Lynn
- 2006: Alex Rider: Misja Stormbreaker (Stormbreaker) jako Jack Starbright
- 2008: Jaja w tropikach (Tropic Thunder) w roli samej siebie
- 2011: Sztuka dorastania (The Art of Getting By) jako Panna Herman
- 2012: Wampirzyce (Vamps) jako Goody
- 2016: A psa biorę ja (Who Gets the Dog?) jako Olive Greene
- 2016: King Kobra jako Janette
- 2016: Biała i Strzała podbijają kosmos (Space Dogs Adventure to the Moon) jako Biełka (głos)
- 2017: Dziennik cwaniaczka: Droga przez mękę jako Susan Heffley
- 2017: Plemiona Palos Verdes jako Ava
- 2017: Zabicie świętego jelenia (The Killing of a Sacred Deer) jako Pani Lang
- 2018: Pozycja obowiązkowa (Book Club) jako Jill
- 2019: Domek w górach jako Laura Hall
- 2020: Bad Therapy jako Susan Howard
- 2020: Sister of the Groom jako Audrey
- 2021: Last Survivors jako Henrietta
- 2021: The Requin jako Jaelyn
- 2022: Powrót do liceum jako Deanna Russo
- 2023: Gad jako Judy Nichols

### Seriale TV
- 1992: Cudowne lata (The Wonder Years) jako Jessica Thomas
- 2001–2003: Aparatka (Braceface) jako Sharon Spitz (głos)
- 2003: Mów mi swatka (Miss Match) jako Kate Fox
- 2012: Podmiejski czyściec (Suburgatory) jako Eden
- 2018: American Woman jako Bonnie Nolan
- 2020–2021: Klub Opiekunek jako Elizabeth Thomas-Brewer
- 2021: Władcy wszechświata: Objawienie jako Marlena